# Округ Ли (Њу Мексико)
Ли (енгл. Lea County) је округ у америчкој савезној држави Њу Мексико.

## Демографија
По попису из 2010. године број становника је 64.727, што је 9.216 (16,6%) становника више него 2000. године.
| Група             | 2000.          | 2010.          |
| Белци             | 29.977 (54,0%) | 27.845 (43,0%) |
| Афроамериканци    | 2.426 (4,4%)   | 2.641 (4,1%)   |
| Азијати           | 216 (0,4%)     | 326 (0,5%)     |
| Хиспаноамериканци | 22.010 (39,6%) | 33.063 (51,1%) |
| Укупно            | 55.511         | 64.727         |